# Erythranthe norrisii
Erythranthe norrisii är en gyckelblomsväxtart som först beskrevs av Lawrence Ray Heckard och Shevock, och fick sitt nu gällande namn av Guy L. Nesom. Erythranthe norrisii ingår i släktet Erythranthe och familjen gyckelblomsväxter. Inga underarter finns listade i Catalogue of Life.